# 荷属加勒比
荷属加勒比（英語：Dutch Caribbean），又称荷屬西印度群島（Dutch West Indies），是荷兰王国位于加勒比地区的岛屿领地的总称。它包括了荷兰王国四个构成国之三的阿鲁巴、库拉索、荷属圣马丁以及构成国之一荷兰的海外领地荷兰加勒比区。
荷属加勒比並非單一行政區域、政治實體或經濟體，但是他們共享一套與荷蘭本土有異的司法系統。

## 歷史
1814年英荷條約歸還荷蘭在美洲被英國佔領的殖民地。1815年起，荷屬加勒比由兩個殖民地組成：古拉索及其屬地與聖佑達修斯及其屬地。1828年兩者併入荷屬蘇里南（雖然位於加勒比海的海岸，但荷屬加勒比通常不包含蘇里南）。1845年，所有荷屬加勒比島嶼又組成單一的殖民地——古拉索及其屬地。
1954年，所有當地的殖民地組成荷屬安的列斯，成爲荷蘭王國的一個构成国。根據《荷屬安的列斯章程》，所有領地皆被賦予自治權。一開始荷屬安的列斯由四部分組成：阿魯巴、波奈、古拉索及向風群島。向風群島又另外包含三個領地：薩巴、聖尤斯特歇及荷屬聖馬丁。
阿魯巴於1986年脫離荷屬安的列斯，獨立成爲荷蘭王國的构成国。2010年，荷屬安的列斯解體。之後古拉索及荷屬聖馬丁分別獨立成爲另外兩個王國构成国。而餘下的波奈、聖尤斯特歇斯及薩巴則組成直屬荷蘭本土的公共實體。

## 地理
荷屬加勒比地可以分爲兩大部分：
- 三個构成国島嶼，與荷蘭本土行政地位平級；四地共同組成荷蘭王國。

图中蓝色部分为荷属加勒比

- 荷蘭本土於當地設立特別市政府的三個島嶼。

|                                    | 名稱       | 面積 (km²) | 人口 (2019年1月) | 人口密度 (每km²) | 來源   |
| ---------------------------------- | ---------- | ---------- | ---------------- | ---------------- | ------ |
| 构成国                             | 阿鲁巴     | 180        | 112,309          | 624              | [ i ]  |
| 构成国                             |            | 444        | 158,665          | 358              | [ ii ] |
| 构成国                             | 荷屬聖馬丁 | 34         | 41,486           | 1,221            | [ ii ] |
| 公共实体（特别市，荷兰本土一部分） |            | 294        | 20,104           | 69               | [ ii ] |
| 公共实体（特别市，荷兰本土一部分） |            | 21         | 3138             | 150              | [ ii ] |
| 公共实体（特别市，荷兰本土一部分） |            | 13         | 1,915            | 148              | [ ii ] |
| 總數:                              | 總數:      | 986        | 337,617          | 343              |        |
| 1. 2.                              |            |            |                  |                  |        |

- 图中蓝色部分为荷属加勒比

## 其他的分類法
- ABC群島：背風安的列斯群島上的三個島嶼。三島荷蘭語名稱開頭字母分別爲A、B、C；
  - 阿魯巴 (Aruba)
  - 博奈爾 (Bonaire)
  - 庫拉索 (Curaçao)
- SSS群島：三島的荷蘭語名稱皆以字母S開頭；
  - 薩巴 (Saba)
  - 聖尤斯特歇斯 (Saint Eustatius)
  - 荷屬聖馬丁 (Sint Maarten)
- BES群島：荷蘭加勒比區的三個組成島嶼。三島荷蘭語名稱開頭字母分別爲B、E、S；
  - 波奈 (Bonaire)
  - 聖佑達修斯 (Sint Eustatius)
  - 薩巴 (Saba)